# Longin Pastusiak
Longin Hieronim Pastusiak (Łódź, 22 agosto 1935 – Varsavia, 10 gennaio 2025) è stato un politico, storico e politologo polacco, Maresciallo del Senato della Polonia dal 20 ottobre 2001 al 18 ottobre 2005.